# Bierzwnik (Powiat Choszczeński)
Bierzwnik (deutsch Marienwalde) ist ein Dorf mit Sitz einer gleichnamigen Landgemeinde im Powiat Choszczeński (Kreis Arnswalde) der polnischen Woiwodschaft Westpommern.

## Geographische Lage
Das Dorf Bierzwnik (Marienwalde) liegt in der Neumark und ist vom gleichnamigen Ort Bierzwnik (Jägerswalde) bei Myślibórz (Soldin) zu unterscheiden.
Die Ortschaft befindet sich in der Woldenberger Seenplatte (Pojezierze Dobiegniewskie) an der Woiwodschaftsstraße 160 und ist von der Stadt Arnswalde (Choszczno) im Nordwesten 24 Kilometer und von der Stadt Woldenberg (Dobiegniew) im Südosten elf Kilometer entfernt.

## Das Dorf Bierzwnik (Marienwalde)

### Geschichte

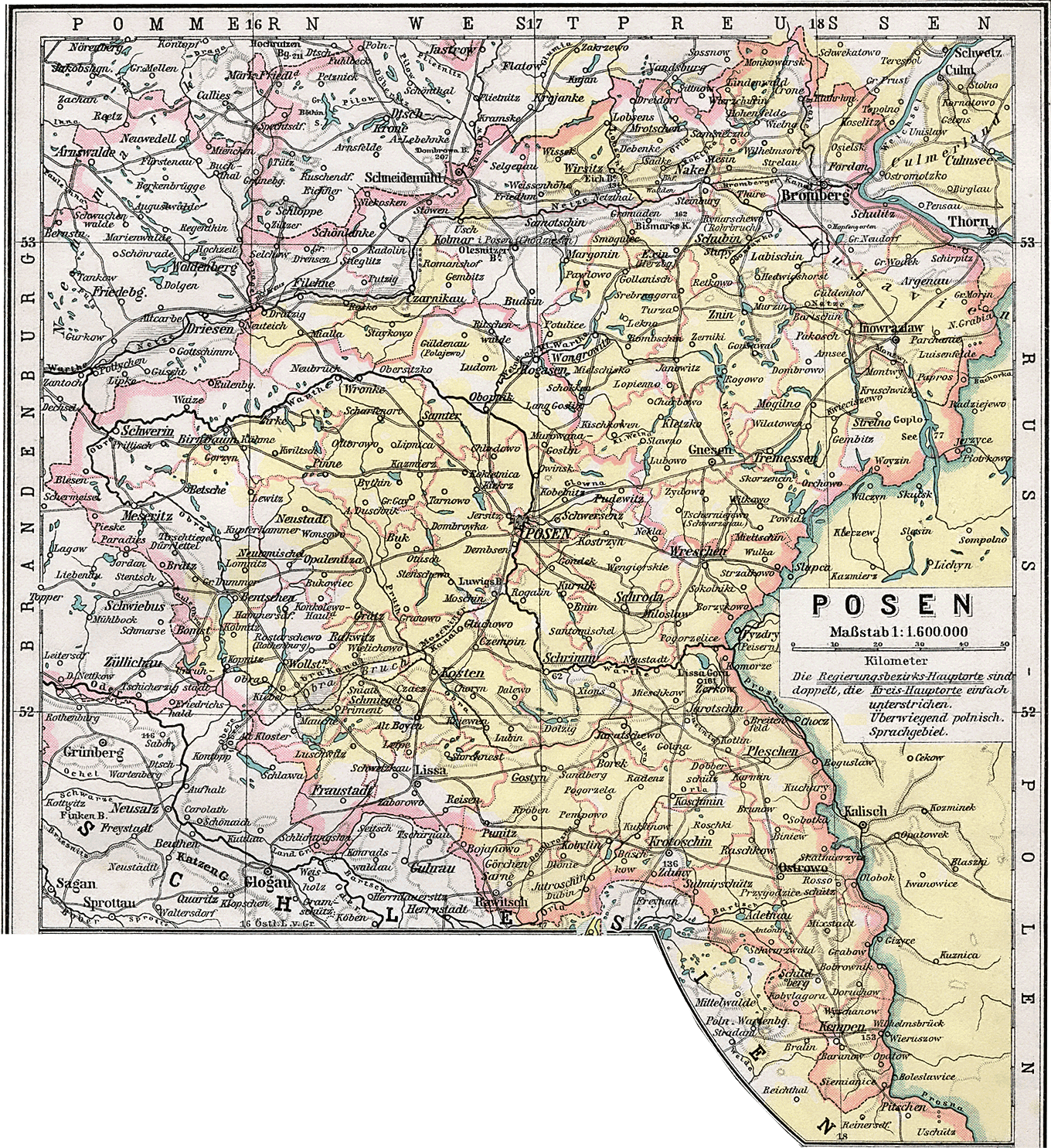
Marienwalde nordwestlich der Stadt Posen, südwestlich der Stadt Schneidemühl und nordwestlich der Stadt Woldenberg auf einer Landkarte der Provinz Posen von 1905 (gelb markierte Flächen kennzeichnen Gebiete mit seinerzeit mehrheitlich polnischsprachiger Bevölkerung).

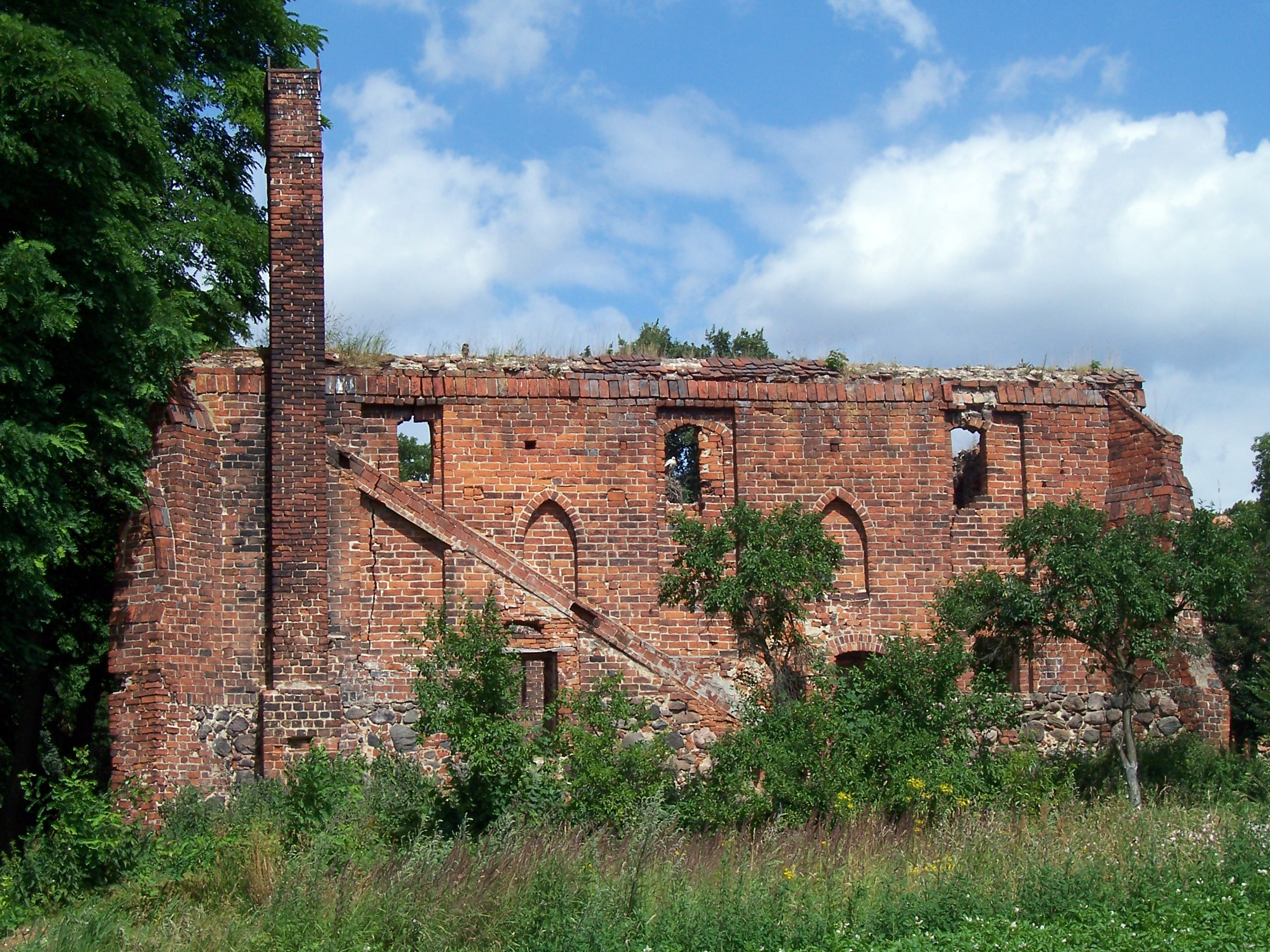
Ruine eines Brauereigebäudes im gotischen Baustil

Die Geschichte des Ortes Marienwalde in der Neumark ist in ihren Anfängen eng verbunden mit der Geschichte des Klosters Marienwalde, das 1286 gegründet und im Jahre 1549 infolge der Reformation aufgehoben wurde. Nach der Aufhebung des Klosters wurden seine Güter den landesherrlichen Gütern zugeschlagen; Johann von Küstrin wandelte die Ländereien des Klosters in das Amt Marienwalde um und legte das Jagdschloss Jägersburg an, das danach als Vorwerk eingerichtet, um die Mitte des 18. Jahrhunderts  jedoch abgebaut und in ein Koloniedorf verwandelt wurde. 1607 wurde am Amtssitz eine landesherrliche Glashütte errichtet, die bis 1825 in Betrieb war.
Bis 1945 gehörte der Ort zum Landkreis Arnswalde und mit dem Kreis bis 1938 zur preußischen Provinz Brandenburg, von 1938 bis 1945 zur Provinz Pommern.
Gegen Ende des Zweiten Weltkriegs wurde Marienwalde im Frühjahr 1945 bei Kämpfen mit der Roten Armee stark zerstört. Nach Kriegsende wurde die Region zusammen mit dem Ort unter polnische Verwaltung gestellt. Anschließend wurde das deutsche Dorf in Bierzwnik umbenannt. Soweit die deutschen Bewohner nicht vor Kriegsende geflohen waren, wurden sie in der Folgezeit von der lokalen polnischen Verwaltungsbehörde vertrieben.
Das Dorf ist heute Ortsteil sowie Amtssitz der Gmina Bierzwnik im Powiat Choszczeński in der Woiwodschaft Westpommern (1975–1998 Woiwodschaft Gorzów (Landsberg a.d. Warthe)).

### Einwohnerzahlen
- 1858: 0693, darunter 16 Juden[2]
- 1925: 1205, darunter 15 Katholiken und drei Juden
- 1933: 1311[4]
- 1939: 1294[4][5]

## Gmina Bierzwnik

### Allgemeines
Die Landgemeinde Bierzwnik wurde 1983 gebildet und umfasst 239,05 km². Die von zahlreichen Seen bestimmte Gemeinde zählt heute 4710 Einwohner, von denen 1200 im Dorf Bierzwnik leben.
Die Gmina Bierzwnik hat in allen Ortschaften die einheitliche Postleitzahl 73-240.

### Gemeindegliederung
Die Gmina Bierzwnik untergliedert sich in 15 Ortsteile ("Schulzenämter") bei insgesamt 42 Ortschaften:
- Ortsteile ("Schulzenämter"):

| - Breń (Bernsee) - Bierzwnik (Marienwalde) - Górzno (Göhren) - Jaglisko (Diebelsbruch) - Klasztorne (Klosterfelde) - Kolsk (Kölzig) - Łasko (Althütte) - Pławno (Plagow) | - Płoszkowo (Hütte) - Przeczno (Hagelfelde) - Rębusz (Augustwalde) - Starzyce (Reierort) - Strumienno (Syringe) - Wygon (Langenfuhr) - Zieleniewo (Sellnow) |

- Andere Ortschaften:
- Antoniewko (Auenwalde), Bożejewko (Hammergut), Budzice (Neuhof), Bukowie (Buchenau)
- Chełmienko (Wilhelmsberg), Chyże (Kietz), Czapliska (Wasserfelde), Dołżyna (Neuhorst), Gajno (Hermannsruh), Grzywna (Waidmannsruh), Kawno (Hasselbruch), Kłodzin (Seeberg), Kołecko (Kölzigerberg), Kosinek (Augustenruh), Kruczaj (Marienwalde), Krzywin (Albertshof), Kunica (Sauenwerder), Malczewo (Rehfelde), Ostromęcko (Reichssiedlung Kölzig), Piaseczno (Pätznickerie), Pławienko (Neu Plagow), Przykuna (Buchwald), Smędowa, Sojec (Falkenhorst), Trzebicz (Rohrbruch F), Zdrójno (Adolfsau) und Zgorzel.

### Verkehr

#### Straße
Die Gmina Bierzwnik wird in ihrer gesamten Länge von der Woiwodschaftsstraße 160 von Nordwesten nach Südosten durchzogen. Sie verbindet Suchań (Zachan, an der Landesstraße 10) und Choszczno (Arnswalde) mit Dobiegniew (Woldenberg), Drezdenko (Driesen), Międzychód (Birnbaum) und Miedzichowo (Kupferhammer, an der Landesstraße 2).

#### Schiene
Seit 1847 ist Bierzwnik an das Bahnnetz angeschlossen, als die Strecke Stargard in Pommern (Stargard Szczeciński) - Woldenberg (Dobiegniew) gebaut wurde. Heute verläuft hier die PKP-Bahnlinie 351 und reicht von Stettin bis Posen. Die Gmina Bierzwnik liegt mit den beiden Bahnstationen Bierzwnik und Rębusz (Augustenwalde) an dieser Strecke.

## Söhne und Töchter (Auswahl)
- Ernst Ludwig von Pfuhl (* 1716 auf Gut Plagow; † 1798 in Spandau), königlich-preußischer General der Infanterie, Gouverneur der Zitadelle Spandau, Amtshauptmann von Potsdam